# 解文超
解文超（1907年3月4日—1986年4月30日），字天頤。吉林省富錦縣人。生於宣統元年己酉春農曆二月（訃聞作光绪三十三年三月四日），生於吉林富錦縣，出身農家，原籍北平。民國37年（1948年）在合江省選區當選第一屆立法委員

## 生平[1][2][3]
- 北平中國大學法律系畢業
- 陸軍軍官學校第十五期畢業
- 革命實踐研究院第十二期結業
- 民國十一年，進入吉林富錦縣立高等小學
- 民國十三年，考入吉林省立第一師範初級師範部
- 民國十六年，升入東省特別區立第一中學高中部
- 民國十九年，負笈北平考入中國大學，專攻法律
- 民國二十六年十二月，放棄江蘇省立高等法院書記官工作，考進軍委會戰時工作幹訓團第一期，翌年秋於武昌結束其軍事訓練之生活。受訓期間以成績優異，被擢任軍政部兵工學校政治敎官
- 民國三十一年二月，應聘重慶淳化商專訓導主任
- 民國三十二年初，改任贛江中學訓導主任，同年秋轉任大公職業學校訓導主任
- 民國三十三年春，調任嘉陵江畔鴛鴦鄉五育中學敎導主任，秋，奉調中央秘書處會計人員訓練班訓導組長
- 民國三十四年，抗戰勝利，合江省政府聘爲參議
- 民國三十五年夏，派爲合江省黨部委員，是年秋輾轉至瀋陽。東北保安司令長官部聘爲顧問。旋即轉往長春，從事於合江省秘密黨務活動。合江省文化運動委員會主任委員
- 民國三十七年，當選合江省區立法委員，並於同年五月與劉孝文女士結婚
- 民國75年4月30日病逝[4]